# Gianfranco Manfredi
Gianfranco Manfredi (Senigallia, 26 novembre 1948 – Milano, 24 gennaio 2025) è stato un cantautore, scrittore, sceneggiatore, attore e fumettista italiano.

## Biografia
Studia a Milano, dove si laurea all'Università Statale in Filosofia, come allievo di Mario Dal Pra. Rimasto a Milano, frequenta la redazione di Re Nudo dove entra in contatto con il mondo controculturale italiano. Dall'atmosfera anarco-situazionista del gruppo di Re Nudo e dei festival pop organizzati dalla rivista, Manfredi trova fonte di ispirazione per le sue prime canzoni.
Il suo primo album, La crisi, è del 1972. In esso si riscontrano già presenti le tematiche della sua produzione musicale dell'intero decennio: uno sguardo ironico e disincantato sui giovani di sinistra di quell'epoca, divisi tra la violenza dei gruppi organizzati, l'ironia dell'ala creativa del Movimento Studentesco e la riflessione sugli aspetti personali e privati dell'impegno politico. Sintomatici anche i titoli dei brani: E Giuseppe leggeva Lenin, Sei impazzita per Marcuse, Lamento per i compagni usciti dall'organizzazione e La proletarizzazione.
Nel 1973 completa gli studi di filosofia, iniziando a lavorare per l'istituto di Storia della Filosofia (nel 1978 pubblica il saggio L'amore e gli amori in Jean-Jacques Rousseau).
Nel 1975 compone tutti i testi delle canzoni dell'album di Donatello, Il tempo degli dei (Intingo, ITGL 14004). Donatello ha uno stile molto melodico e il suo timbro della voce si distingue per la gentilezza e la dolcezza con cui esprime sentimenti e idee. In quest'album i testi danno spessore e storia alle emozioni del rapporto dell'uomo con la natura, della inutilità delle guerre, della purezza e la bellezza dell'amore. Questa esperienza di Gianfranco Manfredi come compositore di canzoni per Donatello resterà unica ed isolata.
Il secondo album, Ma non è una malattia (1976) conferma e precisa l'obiettivo dell'autore, che con le sue ballate mette alla berlina il linguaggio e i luoghi comuni della "nuova sinistra" parlamentare (Non aspettarti comprensione da lui, son troppi anni che non prende più il tram, lui non ricorda com'è fatta una galera o non c'è mai stato; e poi fa finta di litigare con quell'altro solo quando la telecamera è sul rosso). L'album è permeato da temi cari all'area dell'Autonomia Operaia: gli espropri proletari (T'ho incontrata a Quarto Oggiaro davanti al supermarket saccheggiato), la lotta armata (Forse ho un poco paura del fantasma del Che, qualche volta lo sento proprio dentro di me; non è sulla maglietta che mi sorriderà: forse in una doppietta più sereno sarà); in particolare, i testi affrontano temi comuni alla cosiddetta "ala creativa" di Autonomia Operaia: l'"io mercificato" (sono merce che un estraneo scambia in me tra me e me), e la liberazione dell'io (Ma chi ha detto che non c'è).
Il terzo album, Zombie di tutto il mondo unitevi (1977), scritto assieme a Ricky Gianco prosegue ulteriormente il discorso. Il disco, che vede la partecipazione della Premiata Forneria Marconi, è anche all'origine di uno spettacolo teatrale.
Dopo Biberon (1978) e una partecipazione elettorale con il Partito Radicale, collabora alla realizzazione del film Liquirizia di Salvatore Samperi.
Nel corso degli anni ottanta pubblica l'album Gianfranco Manfredi (1981), meno arrabbiato e più riflessivo dei precedenti, e dirada la sua attività discografica, concentrandosi invece su quella di sceneggiatore e anche attore cinematografico (Fotografando Patrizia, Nel giardino delle rose, In camera mia e Abbronzatissimi 2 - Un anno dopo). Cura alcuni volumi sulla musica italiana per la Lato Side e pubblica una serie di libri di genere noir (Magia rossa, 1983, Cromantica, 1985, Ultimi vampiri, 1987, Trainspotter, 1989). Prosegue inoltre la collaborazione con Ricky Gianco, assieme al quale lavora a dischi e recital teatrali. Nel 1993 torna a dare alle stampe un album discografico, In paradiso fa troppo caldo.
Negli anni novanta inizia un'intensa attività di sceneggiatore di fumetti, dando alla luce i personaggi di Gordon Link (per l'Editoriale Dardo) e di Magico Vento (creato nel 1997 per Sergio Bonelli Editore e proseguito fino al 2011 per un totale di 130 numeri più uno speciale). Tornerà sul personaggio nel 2019 con una miniserie intitolata Magico Vento - Il ritorno, in quattro albi. Dal 1994 inizia a scrivere storie per Dylan Dog, realizzando in tutto sette albi della serie regolare più svariati racconti per albi speciali e fuori serie. Tra il 1996 e il 1998 scrive diciannove storie per la serie regolare di Nick Raider (oltre a due racconti a fumetti per l'Almanacco del Giallo, dedicate allo stesso personaggio). Nel 2005 realizza, assieme al disegnatore argentino Miguel Ángel Repetto, un Maxi Tex intitolato La pista degli agguati e negli anni seguenti entra a far parte dello staff di autori di Tex. È del 2007 Volto Nascosto, miniserie di quattordici numeri, seguita a partire dal 2011 da Shanghai Devil, altra miniserie di diciotto numeri, che ne è una sorta di prosecuzione. Nel 2014 porta in edicola un nuovo personaggio, Adam Wild, protagonista di una serie mensile con storie d'avventura ambientate nell'Africa coloniale. Nel 2018 è la volta del fumetto Cani sciolti, ambientato nel Sessantotto. Nel 2019 torna alla musica con la canzone Stay Hungry, Stay Foolish, Stay Home inclusa nel disco di Auroro Borealo Adoro Borealo.
Gianfranco Manfredi è morto a Milano il 24 gennaio 2025 all'età di 76 anni.

## Opere

### Discografia
- 1972 - La crisi (Spettro, S1)
- 1975 - Donatello, Il tempo degli dei (autore testi)
- 1975 - Ultima spiaggia (Disco dell´angoscia) (con Ricky Gianco - come Ultima spiaggia, Ultima Spiaggia, ZLUS 55181)
- 1976 - Questa casa non la mollerò/Liberiamo [45 giri] (con Ricky Gianco, La Poiana (Dischi Di Parte), LPS 001)
- 1976 - Ma non è una malattia (Ultima Spiaggia, ZLUS 55186)
- 1977 - Zombie di tutto il mondo unitevi (Ultima Spiaggia, ZPLS 34009)
- 1978 - Biberon (Ultima Spiaggia, ZPLS 34045)
- 1978 - Premiata Forneria Marconi, Passpartù (autore testi)
- 1978 - Pensierini/Noi boa [45 giri] (con Ricky Gianco e Roberto Manfredi - come Manfreud, Ultima Spiaggia, ZBS 7068)
- 1979 - Liquirizia (Fontana, 6323 811)
- 1981 - Gianfranco Manfredi (Philips Records, 6492 115)
- 1982 - Università della canzonetta [Qdisc] (RCA, PG 33431)
- 1985 - Dodici (con Ricky Gianco, Fonit Cetra, LPX 148)
- 1988 - Giorgio Faletti, Tette a lampadina/Colletti bianchi [45 giri] (autore testi)
- 1993 - In paradiso fa troppo caldo (GordonLink, GLK 473 740 4)
- 2003 - Danni collaterali (Materiali musicali cd il manifesto) [Manfredi canta solo Che ci hanno fatto? e Sarà però]
- 2005 - La battaglia di Canne (Materiali musicali cd il manifesto) [Manfredi canta solo Svita la vita]
- 2019 - Adoro Borealo (con Auroro Borealo) [Manfredi canta la canzone Stay Hungry, Stay Foolish, Stay Home][6]

### Saggistica
- L'amore e gli amori in J. J. Rousseau (1735-1755). Teorie della sessualità, Milano, Mazzotta, 1978.
- Lucio Battisti, Lato Side Editori, 1978.
- Enzo Jannacci, Lato Side Editori, 1980.
- Celentano, Lato Side Editori, 1981.
- Mina, Milva, Vanoni e altre storie, Lato Side Editori, 1981.
- La strage degli innocenti, Lato Side Editori, 1982.
- Piange il grammofono, Lato Side Editori, 1982.
- Ma chi ha detto che non c'è - 1977 l'anno del big bang, Agenzia X, 2017.
- C'era una volta il popolo: storia della cultura popolare, DeriveApprodi, 2021.
- A qualcuno piace scorretto: per una storia delle provocazioni letterarie (1851-1969), DeriveApprodi, 2022.
- Il collasso della coscienza borghese: dall'uomo della folla all'uomo senza qualità, DeriveApprodi, 2023.
- Il mito di Tarzan, Allagalla, 2023.

### Narrativa
- Magia rossa, Milano, Feltrinelli, 1983. ISBN 88-07-04001-8; Roma, Gargoyle, 2006. ISBN 88-89541-12-1.
- Cromantica, Milano, Feltrinelli, 1985. ISBN 88-07-04007-7; Milano, Tropea, 2008. ISBN 978-88-558-0039-6.
- La matematica non è un'opinione [racconto], l'Unità, 14 agosto 1986, poi in Serge Quadruppiani (a cura di), 14 colpi al cuore, Milano, Mondadori, 2002. ISBN 88-04-51057-9.
- Ultimi vampiri, Milano, Feltrinelli, 1987. ISBN 88-07-01342-8; extended version, Roma, Gargoyle, 2009. ISBN 978-88-89541-35-7.
- Trainspotter, Milano, Feltrinelli, 1989. ISBN 88-07-01393-2.
- Il peggio deve venire, Milano, Mondadori, 1992. ISBN 88-04-35930-7.
- La fuga del cavallo morto, Milano, Anabasi, 1993. ISBN 88-417-3016-1.
- Una fortuna d'annata, Milano, Tropea, 2000. ISBN 88-438-0135-X.
- Il piccolo diavolo nero, Milano, Tropea, 2001. ISBN 88-438-0256-9.
- Nelle tenebre mi apparve Gesù, Milano, Tropea, 2005. ISBN 88-438-0500-2.
- Ho freddo, Roma, Gargoyle, 2008. ISBN 978-88-89541-25-8.
- Tecniche di resurrezione, Roma, Gargoyle, 2010. ISBN 978-88-89541-51-7[7].
- La freccia verde, Milano, Mondadori, 2013. ISBN 978-88-04-62464-6.
- Splendore a Shanghai, Skira, 2017. ISBN 978-88-5723-575-2[8].
- RAM. Le immagini permanenti, La Spezia, Cut-Up Publishing, 2021. ISBN 978-88-322-1826-8.
- Hollywood o morte, La Spezia, Cut-Up Publishing, 2022. ISBN 978-88-32218-32-9.

## Filmografia

### Attore
- Liquirizia, regia di Salvatore Samperi (1979)
- Un amore in prima classe, regia di Salvatore Samperi (1980)
- Fotografando Patrizia, regia di Salvatore Samperi (1985)
- Le volpi della notte, film TV, regia di Bruno Corbucci (1986)
- Kamikaze, regia di Bruno Corbucci (1986) film TV
- Via Montenapoleone, regia di Carlo Vanzina (1986)
- Le vie del signore sono finite, regia di Massimo Troisi (1987)
- Colletti bianchi, serie TV, regia di Bruno Cortini (1988)
- Nel giardino delle rose, regia di Luciano Martino (1990)
- In camera mia, regia di Luciano Martino (1992)
- Abbronzatissimi 2 - Un anno dopo, regia di Bruno Gaburro (1993)

### Sceneggiatore
- Liquirizia, regia di Salvatore Samperi (1979)
- Un amore in prima classe, regia di Salvatore Samperi (1980)
- Quando la coppia scoppia, regia di Steno (1981)
- Miracoloni, regia di Francesco Massaro (1981)
- Il paramedico, regia di Sergio Nasca (1982)
- Il nido del ragno, regia di Gianfranco Giagni (1988)
- Colletti bianchi, serie TV, regia di Bruno Cortini (1988)
- Valentina, serie TV, regia di Giandomenico Curi e Gianfranco Giagni (1989)
- Un inviato molto speciale, serie TV, regia di Vittorio De Sisti (1992)
- Il trasformista, regia di Luca Barbareschi (2002)

### Compositore
- Liquirizia, regia di Salvatore Samperi (1979)
- Un amore in prima classe, regia di Salvatore Samperi (1979)

## Fumetti
Serie e storie originali:
- Gordon Link, (1991-1993; serie in 22 numeri), Editoriale Dardo
- Magico Vento (1997-2010; serie in 130 numeri e uno Speciale), Sergio Bonelli Editore
- Volto Nascosto (2007-2008; serie in 14 numeri), Sergio Bonelli Editore
- Shanghai Devil (2011-2013; serie in 18 numeri), Sergio Bonelli Editore
- Adam Wild (2014-2016; serie in 26 numeri), Sergio Bonelli Editore
- Coney Island (2015; miniserie in 3 numeri), Sergio Bonelli Editore
- Mugiko (Le Storie n. 59, 2017), Sergio Bonelli Editore
- Cani sciolti (2018-2019; serie in 14 numeri), Sergio Bonelli Editore
- L'inquisitore (2 numeri, Le Storie Special nn. 5 e 8, 2018; 2021), Sergio Bonelli Editore
- Magico Vento, il ritorno (2019; serie in 4 numeri), Sergio Bonelli Editore
- O procurador (graphic novel, 2022), Pipoca & Nanquim [pubblicato in Italia come Il procuratore, Editoriale Cosmo, 2024)
- Magico Vento: Guerre Apache (2023; serie in 3 numeri), Sergio Bonelli Editore

Sceneggiature per altre serie:
- Dylan Dog, Sergio Bonelli Editore
- Nick Raider, Sergio Bonelli Editore
- Tex, Sergio Bonelli Editore